# Фонсека, Харольд
Харольд Джованни Фонсека Бака (исп. Harold Geovanny Fonseca Baca; родился 8 октября 1993 года в Тегусигальпе, Гондурас) — гондурасский футболист, вратарь клуба «Оланчо» и сборной Гондураса. Участник Олимпийских игр 2016 года в Рио-де-Жанейро.

## Клубная карьера
Фонсека начал карьеру в клубе «Мотагуа». Из-за высокой конкуренции за три сезона он не провёл ни одного матча. В 2015 году для получения игровой практики Харольд отправился в аренду в клуб «Хутикальпа». 29 августа в матче против «Виктории» он дебютировал в Лиге Насьональ. В 2016 году после одного сезона Фонсека вернулся в «Мотагуа». В январе 2019 года Фонсека отправился в аренду в клуб «Вида» на клаусуру 2019.
Летом 2019 года Фонсека перешёл в клуб «Олимпия».

## Международная карьера
В 2009 году в составе юношеской сборной Гондураса Фонсека принял участие в юношеском чемпионате мира в Нигерии. На турнире он сыграл в матчах против команд Аргентины, Нигерии и Германии.
В 2016 году в составе олимпийской сборной Гондураса Марсело принял участие в Олимпийских играх в Рио-де-Жанейро. На турнире он был запасным и на поле не вышел.
За первую сборную Гондураса Фонсека дебютировал 2 июня 2018 года в товарищеском матче со сборной Сальвадора.
В 2019 году Фонсека был включён в состав сборной Гондураса на Золотой кубок КОНКАКАФ.